# Madre, aiutami
Madre, aiutami è una miniserie televisiva italiana in quattro puntate diretta da Gianni Lepre, in onda dal 24 gennaio al 14 febbraio 2014 su Rai 1, con protagonista Virna Lisi, al suo ultimo lavoro televisivo.

## Trama
Una suora italiana con alle spalle trenta anni di missioni in Africa, Madre Germana, torna in Italia dopo aver trascorso un periodo in Congo in una zona relativamente pericolosa lasciandosi dietro cinque sue allieve suore infermiere. Dopo qualche tempo si viene a sapere che il campo è stato dato alle fiamme e le suore uccise e sfigurate. Suor Vera, figlia di un ricco industriale, riesce però a salvarsi e a rientrare, nascondendo in sé la verità non solo sui fatti accaduti ma anche su Suor Maria, un'altra sua sorella scampata all´esecuzione e data per dispersa.
Via via che la storia si snoda vengono alla luce fatti sconcertanti: il campo non è stato attaccato da ribelli africani, bensì da mercenari al soldo delle industrie proprietarie dei giacimenti minerari presenti nel sottosuolo e che pare traffichino segretamente pure in armi; suor Maria, aiutando i ribelli, o meglio i vecchi e i bambini, è stata catturata, violentata e ingravidata, il padre della sopravvissuta ha forse a che fare con l´accaduto e il Vaticano parrebbe essere implicato.
Una sola cosa è certa, gli interessi sono alti, tanto da far muovere i mercenari fino a cercare di eliminare chiunque possa dare fastidio, sia esso un giornalista un po´ troppo zelante, una madre superiora troppo tenace, un pubblico ministero troppo onesto o una piccola bambina congolese che pare possa avere avuto qualcosa da quella suora scomparsa che potrebbe rovinare i piani di qualche potente.

## Puntate
| nº              | Prima TV         |
| --------------- | ---------------- |
| Prima puntata   | 24 gennaio 2014  |
| Seconda puntata | 31 gennaio 2014  |
| Terza puntata   | 7 febbraio 2014  |
| Quarta puntata  | 14 febbraio 2014 |

### Prima puntata
Suor Germana è indaffarata nel convento di cui è madre superiora, quando riceve una telefonata dal Vescovo che la gela: cinque giovanissime consorelle, che sono state sue allieve, sono rimaste coinvolte in un attacco terroristico alla missione di Walungu, in Africa, e i loro corpi dati alle fiamme. Le notizie che però arrivano sono ancora poche e confuse, non si sa se qualcuna di loro si sia salvata o se siano tutte morte.
La madre superiora si precipita dal vescovo, per avere maggiori notizie. Là si prende i rimproveri del superiore, per aver permesso alle giovani suore di restare in Africa malgrado la situazione divenisse sempre più pericolosa e ci fosse dall'alto l'ordine di tornare subito. Suor Germana si sente responsabile per quelle ragazze a cui ha insegnato ad essere delle buone infermiere, per poter rendersi utili nella missione in Congo. Alla superiora spetta il compito di avvisare le famiglie delle sfortunate consorelle. Sia il Vaticano che la magistratura aprono un'inchiesta. Il caso viene affidato al giovane magistrato Lucia Cimeca che segue le indagini con Valenti funzionario del Ministero degli Esteri e membro dei servizi segreti. 
Intanto vengono riportati in Italia i corpi di tre novizie uccise. In Italia torna anche l'unica sopravvissuta al massacro: suor Vera, una ragazza di ottima famiglia che ha seguito la propria vocazione contro il volere di suo padre, il professor Molnar, un potente uomo d'affari sposato con una giovane e avvenente donna, Sofia che lo tradisce però con Luca Redi, suo giovane braccio destro. Tra Luca e suor Vera, al secolo Ginevra, sembra esserci stato qualcosa in passato. Suor Vera è sotto shock e incapace di raccontare quanto successo. Una quinta suora, suor Maria, una ragazza di umili origini a cui suor Germana è stata sempre particolarmente legata, risulta ancora dispersa in Africa. La giovane suora dispersa ha un fratello, Matteo, che non si dà pace ed è fortemente determinato a ritrovare sua sorella. Ad aiutare Matteo a cercare la verità c'è Oscar Freddi, un giornalista indipendente esperto d'Africa e convinto che il massacro delle giovani missionarie non sia stato causato da conflitti religiosi ma sia legato al traffico d'armi e allo sfruttamento di preziosi giacimenti minerari. Matteo cerca però anche l'aiuto di suor Vera, l'unica che può sapere cosa è accaduto nella missione e che sembra nascondere qualcosa. Suor Vera infatti ha spesso degli incubi, in cui ricorda con precisione quanto accaduto il giorno dell'attacco: a colpire non sono stati i guerriglieri africani, ma una banda armata di bianchi, con un capo che si fa chiamare Dominus. Quegli uomini cercavano suor Maria, che sembra essersi unita alla lotta dei guerriglieri. 
In convento suor Germana accoglie alcuni profughi del Congo, tra cui un frate, Giovanni, ricoverato in gravi condizioni che parla molto poco e ha portato con sé una bambina, Mikila, scampata anche lei al massacro. Germana prende subito a cuore la bambina. Sarà proprio la piccola a rivelare a suor Germana che Maria, la suora che manca all'appello, aspetta un bambino.